# Ligurok
A ligurok (görögül: Λιγυες) ókori nép volt, akik nevet adtak Liguriának, annak a területnek, amely Itália északi részétől Gallia déli részéig terjedt a   Római Birodalom idején. A mai területek, ahol a ligurok éltek: Toszkána északi része, Piemont, Lombardia egy része, és Franciaország délkeleti része. 
A ligur területek valamikor ennél kiterjedtebbek lehettek. Hésziodosz Katalógusai  (I. e. 6. század) szerint egyike voltak a három nagy barbár népnek az etiópok és a szkíták mellett, akik az ismert világ perifériáit uralták. Avienus (I. e. 4. század) arról ír, hogy a ligurok hatalma valaha elért az Északi-tengerig, ahonnan a kelták szorították vissza őket. Potenciálisan ligur eredetű neveket találtak Szicíliában, a Rhône  völgyében, Korzikán és Szardínián is. 
Nem tudni, vajon preindoeurópai nép volt-e, rokonai az ibéreknek; külön  indoeurópai nép italikus és kelta keveredéssel; vagy a kelták egy ága. Egy másik elmélet a mai Andalúziába, Beticába vezeti vissza az eredetüket. 
A ligurokat először a gallok, majd a rómaiak asszimilálták.

## Fordítás
Ez a szócikk részben vagy egészben  a   Ligures című angol Wikipédia-szócikk fordításán alapul.  Az eredeti cikk szerkesztőit annak laptörténete sorolja fel. Ez a jelzés csupán a megfogalmazás eredetét és a szerzői jogokat jelzi, nem szolgál a cikkben szereplő információk forrásmegjelöléseként.